# Helophorus furius
Helophorus furius är en skalbaggsart som beskrevs av Ales Smetana 1987. Helophorus furius ingår i släktet Helophorus och familjen halsrandbaggar. Inga underarter finns listade i Catalogue of Life.